# Alberto Tiberti
Alberto Tiberti (ur. 10 sierpnia 1911 w Genui; zm. 7 kwietnia 1977 w Alessandrii) – włoski piłkarz, grający na pozycji napastnika.

## Kariera piłkarska
Karierę piłkarską rozpoczął w drużynie Pontedecimo. W 1931 przeszedł do Perugii. W sezonie 1934/35 bronił barw Juventusu, z którym zdobył mistrzostwo Włoch. Następnie do 1939 roku grał w klubach Brescia, Monza, Acqui i Asti.

## Sukcesy i odznaczenia

### Sukcesy klubowe
Perugia
- mistrz Prima Divisione: 1931/32 (gr. E)
- mistrz Serie B: 1933/34 (gr. B)

Juventus
- mistrz Włoch (1x): 1934/35